# Vázlatok (Bartók)
A Vázlatok (Op.9b, Sz. 44, BB 54) Bartók Béla hét darabból álló zongoraciklusa, célja bizonyos zenei megoldások kipróbálása volt.
Az 1908–1910-es években keletkezett darabok nem rendeződnek egységes szempont szerint sorozattá: inkább heterogén mivoltuk tanulságos, mert fényt vet mindarra a zeneszerzési munkamódszerre, amely Bartókot ez idő tájt, a nagy művektől függetlenül foglalkoztatta.

## Tételek

### Leányi arckép. Andante (con moto)
„Mártának, 1908” – tehát a leányi arckép modellje Ziegler Márta, a zeneszerző első felesége, ez idő tájt megismert növendéke volt.
Két motívumot használ a szerző: egy pontozott motívumot, amely inkább mint mozgásforma érdekes és egy triolával induló, expresszív témát.

### Hinta palinta. Comodo
Bitonális darab (e-moll, Asz-dúr). A felső szólam elválasztottan ritmizált, a basszus ezzel szemben egyenletes ritmusú. A befejezés szakaszában a két szólam párhuzamos mozgása unisonóvá olvad össze.

### Lento
„Emmának és Zoltánnak 1910 aug.” – ezt a darabot Bartók Kodályék esküvőjére írta, s így okunk van feltételezni, hogy a Leányi arcképhez hasonlóan ezúttal is portrét ábrázolt: Kodály Zoltán arcvonásait örökítette meg azzal a motívummal, amellyel a mű elkezdődik és amely a rövid darab további során még ötször ismétlődik meg.

### Non troppo lento
Néha az Elégiák hangulata csendül fel újra. Ez volt az egyetlen darab, amelyet a sorozatból Bartók 1945-ben némiképpen átdolgozott.

### Román népdal. Andante
Az ötödik darab: Román népdal a zeneszerző 1909-es gyalányi gyűjtéséből származó anyagot dolgoz fel. A dal ritmikája az Első román táncéval megegyező. A strofikusan ismétlődő dallamot variált hangzatokkal kíséri a basszus, utoljára azonban dallam és hangzatok helyet cserélnek. A befejezésnél mindkét szólam a mély regiszterbe kerül.

### Oláhos. Allegretto
Saját témáját dolgozta fel, nagyrészt unisono, a befejezésnél egymásnak felelgető szólamokban.

### Poco lento
A hetedik darab diatonikus és egészhangú skála elemeivel, témák helyett hangzatokkal és azok figurációival kísérletező vázlat.

## Autográf anyagok
- Fogalmazvány (az 1–2. szám lappang): 3. szám a BB 58/III fogalmazványával együtt (vö. Bartók Péter magángyűjteménye: 26PID1); 4–7. szám (PB 23PID1), egyben a 4–7. szám metszőpéldánya a R 769 elsőkiadáshoz (1911)
- Autográf dedikációs másolat, 2. szám, spirál-formájú kottázás (PB 23PFC2)
- Az 1–3. szám metszőpéldánya: Ismeretlen kopista (1.) ill. Ziegler Márta (2–3.) másolata Bartók javításaival (Bartók Archívum, Budapest: 2011)
- Javított korrektúralevonat (Bartók Archívum, Budapest: 1997).
- A R kiadás példánya 1940-es évekbeli javításokkal (Bartók Péter floridai magángyűjteménye 23PFC1)